# 1899 au cinéma
| Années du cinéma : 1896 - 1897 - 1898 - 1899 - 1900 - 1901 - 1902    |
| Décennies du cinéma : 1860 - 1870 - 1880 - 1890 - 1900 - 1910 - 1920 |

Cet article présente les faits marquants de l'année 1899 au cinéma.

## Évènements
- 22 mars : les inventeurs britanniques Frederick Marshall Lee et Edward Raymond Turner déposent un brevet pour un procédé de film cinématographique en couleur[1].

## Principaux films de l'année

### France
- L'Affaire Dreyfus de Georges Méliès, France
- Au cabaret d'Alice Guy, France
- La bonne absinthe d'Alice Guy, France
- Cendrillon de Georges Méliès, France
- Cléopâtre de Georges Méliès, France
- Le Diable au couvent de Georges Méliès, France
- Excursion automobile Paris-Meulan des Frères Lumière, France
- L'Impressionniste fin de siècle de Georges Méliès, France
- Le portrait mystérieux, par Georges Méliès, France

### États-Unis
- Jeffries and Sharkey Fight, par Gottfried Wilhelm Bitzer, États-Unis.
- How Would You Like to Be the Ice Man? de Siegmund Lubin.

## Principales naissances
- 6 février : Ramón Novarro (± 30 octobre 1968).
- 15 février : Gale Sondergaard (± 14 août 1985).
- 15 mars : George Brent († 26 mai 1979).
- 27 mars : Gloria Swanson († 4 avril 1983).
- 10 mai : Fred Astaire († 22 juin 1987).
- 30 mai : Irving Thalberg († 14 septembre 1936).
- 1er juillet : Charles Laughton († 15 décembre 1962).
- 7 juillet : George Cukor († 24 janvier 1983).
- 17 juillet : James Cagney (± 30 mars 1986).
- 13 août : Alfred Hitchcock († 29 avril 1980).
- 19 août : Colleen Moore (± 25 janvier 1988).
- 28 août : Charles Boyer († 26 août 1978).
- 8 septembre : May McAvoy (± 26 avril 1984).
- 20 octobre : Evelyn Brent (± 4 juin 1975).
- 6 novembre : Francis Lederer (± 25 mai 2000).
- 11 novembre : Pat O'Brien (± 15 octobre 1983).
- 25 décembre : Humphrey Bogart († 14 janvier 1957).
- 27 décembre : Ievgueni Tcherviakov († 17 février 1942).
- 30 décembre : Gustav Diessl (± 20 mars 1948).